# Molosse de Cestoni
Tadarida teniotis
 (février 2021).
Si vous disposez d'ouvrages ou d'articles de référence ou si vous connaissez des sites web de qualité traitant du thème abordé ici, merci de compléter l'article en donnant les références utiles à sa vérifiabilité et en les liant à la section « Notes et références ».
Espèce
Répartition géographique
Statut de conservation UICN

 LC  : Préoccupation mineure
Le Molosse de Cestoni (Tadarida teniotis) est une espèce de chauve-souris de la famille des Molossidae. C'est le seul représentant du genre Tadarida en Europe.

## Habitat et répartition
Le Molosse de Cestoni est présent des îles Canaries jusqu'en Indonésie en passant par tout le pourtour méditerranéen, l'Asie mineure, l'Inde et le Sud de la Chine. En France, on le trouve dans les régions du sud, des Pyrénées au Nord des Alpes. C'est une espèce sociale qui affectionne les gîtes dans les fissures étroites. Dans la nature on le trouve essentiellement dans les grandes falaises inaccessibles. En milieu urbain cette espèce se loge dans les joints de dilatation des immeubles et des grands ponts. La ville de Nice semble abriter la plus grande population de Molosses de Cestoni en France.

## Description de l'espèce
- Taille : tête + corps de 8,1  à 9,2 cm
- Poids : 20 à 30 g

Les ailes, longues et étroites, sont caractéristiques de cette espèce. La queue dépasse nettement de l'uropatagium, ce qui rend l'espèce facilement identifiable en France. La tête, fort semblable à celle d'un dogue, vaut son nom au Molosse de Cestoni. Les lèvres supérieures sont parcourues de plis qui serviraient de garde manger provisoire lors de la chasse.

## Comportement
Les grandes ailes étroites permettent au Molosse de voler à une grande altitude (jusqu'à 300 m de haut). Cependant le décollage doit systématiquement s'effectuer en hauteur de façon que la chute donne un élan suffisant au démarrage. Ainsi, la seule chance de repartir pour un individu tombé au sol est de trouver une paroi sur laquelle grimper, souvent un arbre, de façon à pouvoir se relancer dans le vide. On suspecte que cette espèce n'hiberne quasiment pas, et ce serait pourquoi sa répartition se limite aux zones comportant des hivers doux. Aussi, on peut les observer dans le ciel par des températures proches de 0 °C.

## Écholocation
Chez les chauves-souris européennes, c'est le Molosse de Cestoni qui émet les cris à la fréquence la plus basse (jusqu'à 9 kHz). Ainsi, il est audible même pour une oreille vieillissante[Information douteuse]. Les soirs d'été on le reconnait aisément, en ville et en campagne, à ses tsik tsik caractéristiques, émis à raison d'un à deux par seconde selon le type d'activité.

## Reproduction
Les individus s'accouplent en automne mais aussi au printemps, contrairement à la majorité des chauves-souris européennes. Les petits naissent de fin juin à début juillet. Les mâles s'occupent de harems[Information douteuse] pouvant compter jusqu'à neuf femelles.

## Alimentation
Cette espèce se nourrit à forte proportion de lépidoptères, mais aussi de diptères, coléoptères, névroptères et hyménoptères.

## Migration
Les colonies étudiées en Espagne et en Suisse étaient fidèles à leur gîte toute l'année, cependant on pense que certains individus pourraient être sujets à la migration, ce qui reste à prouver.

## Longévité
L'âge maximal de cette espèce est estimé à 13 ans.

## Menaces et statut de protection
Le Molosse de Cestoni est particulièrement vulnérable en ville, où il loge dans les fissures des bâtiments et dans les caissons de stores et volets roulants. Que ce soit par ignorance ou par négligence, les travaux de rénovation détruisent régulièrement des gîtes qui contiennent parfois encore les individus. Ainsi, fin juillet 2009, près de 2 000 cadavres de Molosses de Cestoni, principalement des femelles accompagnées de leurs petits, furent trouvés dans une gouttière d'un immeuble de Nice à la suite de travaux,.
Les éoliennes sont également une grande menace pour les chauves-souris en général. Elles peuvent entrer en collision avec les pales dont la superficie augmente pour obtenir de meilleurs rendements énergétiques. Elles peuvent aussi subir un barotraumatisme causé par le changement important de la pression de l'air à proximité des pales, provocant ainsi une implosion des poumons et des hémorragies internes.
Comme toutes les chauves-souris, cette espèce est en régression sur la plupart de son aire naturelle de répartition. C'est une espèce strictement protégée (en tout temps et tous lieux en France, en vertu de la loi sur la protection de la Nature de juillet 1976). Il est rigoureusement interdit de détruire les individus ou leur habitat, ou de les déranger.